# Priponeștii de Jos
Priponeștii de Jos – wieś w Rumunii, w okręgu Gałacz, w gminie Priponești. W 2011 roku liczyła 495 mieszkańców.